# Almåsa Havshotell

## 

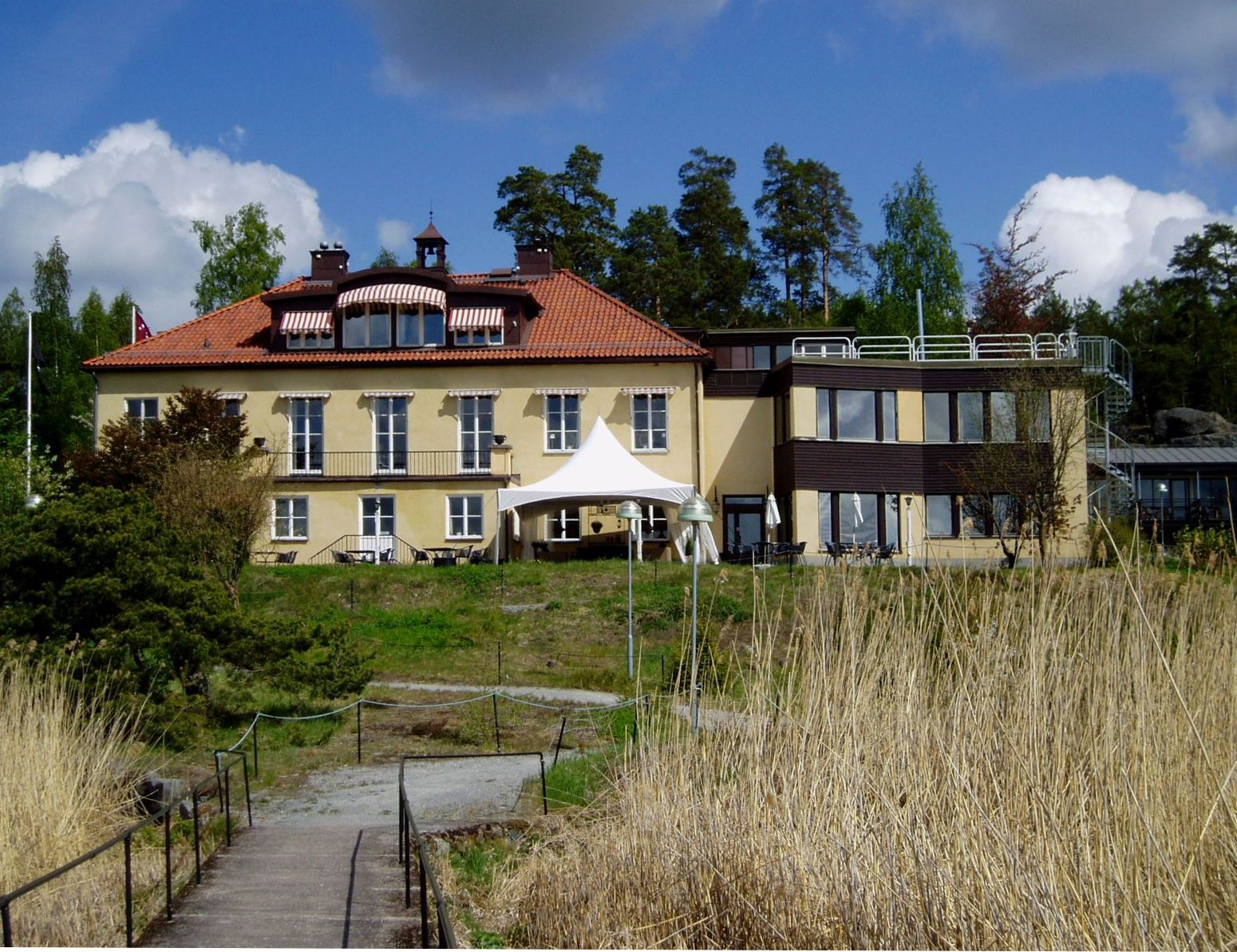
Almåsa Havshotell.

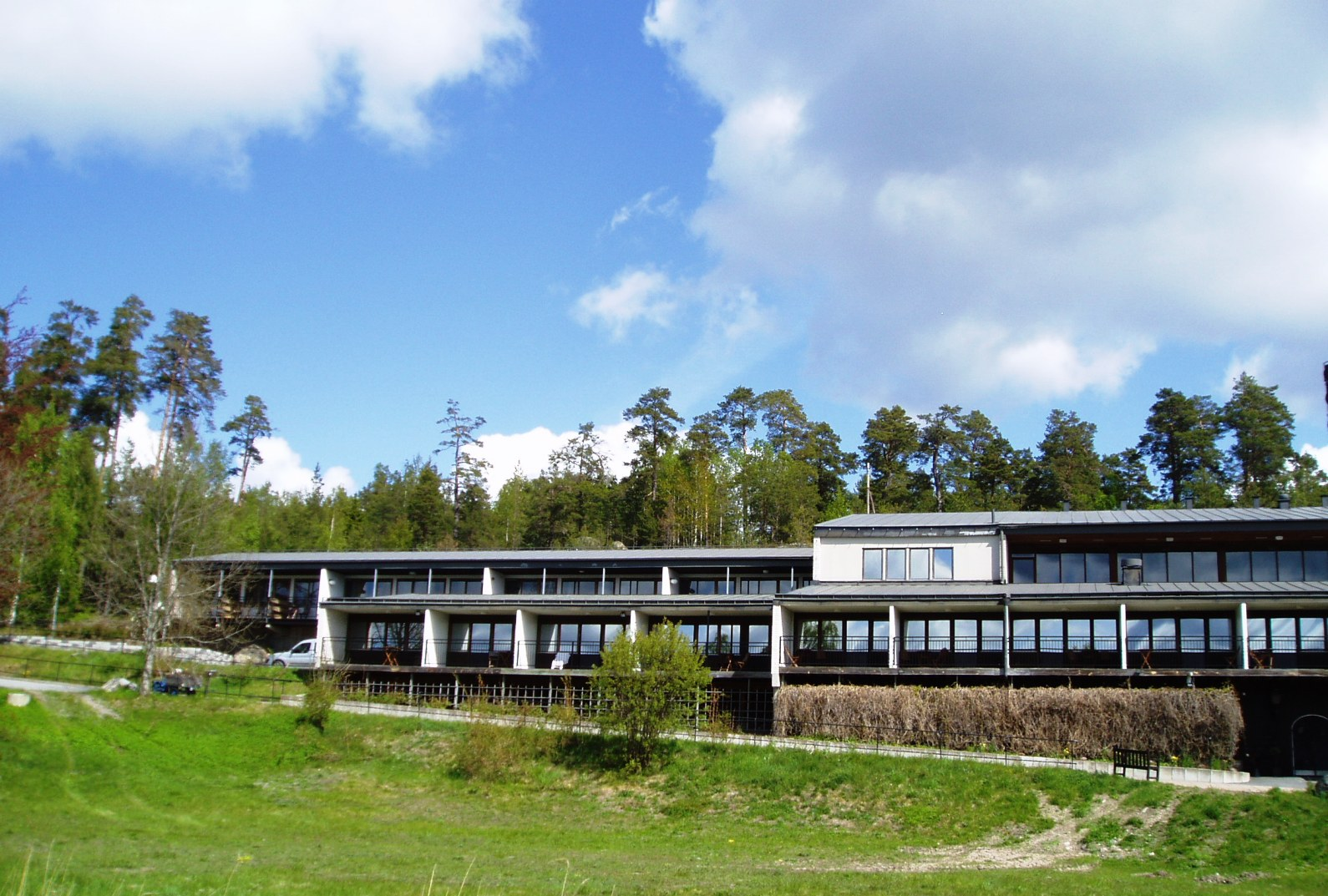
Lägenheter för gäster.

Almåsa Havshotell är en restaurang hotell och konferensanläggning vid Söderby i Haninge kommun vid Horsfjärden. Den inköptes 1959 av De Blindas Förening, idag Synskadades Riksförbund och har successivt byggts ut till en större konferensanläggning.